# Steve Breitkreuz
Steve Breitkreuz (Berlín, Alemania, 18 de enero de 1992) es un futbolista alemán que juega de defensa en el Bayern de Múnich II de la Regionalliga Bayern.

## Estadísticas

### Clubes
Actualizado al último partido disputado el 2 de noviembre de 2024.
| Club                               | Div.          | Temporada     | Liga  | Liga  | Liga   | Copas nacionales | Copas nacionales | Copas nacionales | Copas internacionales | Copas internacionales | Copas internacionales | Total | Total | Total  |
| Club                               | Div.          | Temporada     | Part. | Goles | Asist. | Part.            | Goles            | Asist.           | Part.                 | Goles                 | Asist.                | Part. | Goles | Asist. |
| ---------------------------------- | ------------- | ------------- | ----- | ----- | ------ | ---------------- | ---------------- | ---------------- | --------------------- | --------------------- | --------------------- | ----- | ----- | ------ |
| Hertha Berlín II · Alemania        | 4.ª           | 2011-12       | 6     | 0     | 0      | ―                | ―                | ―                | ―                     | ―                     | ―                     | 6     | 0     | 0      |
| Hertha Berlín II · Alemania        | 4.ª           | 2012-13       | 16    | 0     | 3      | ―                | ―                | ―                | ―                     | ―                     | ―                     | 16    | 0     | 3      |
| Hertha Berlín II · Alemania        | 4.ª           | 2013-14       | 22    | 1     | 0      | ―                | ―                | ―                | ―                     | ―                     | ―                     | 22    | 1     | 0      |
| Hertha Berlín II · Alemania        | 4.ª           | 2014-15       | 25    | 4     | 2      | ―                | ―                | ―                | ―                     | ―                     | ―                     | 25    | 4     | 2      |
| Hertha Berlín II · Alemania        | Total club    | Total club    | 69    | 5     | 5      | 0                | 0                | 0                | 0                     | 0                     | 0                     | 69    | 5     | 5      |
| F. C. Erzgebirge Aue · Alemania    | 3.ª           | 2015-16       | 36    | 5     | 1      | 3                | 0                | 0                | ―                     | ―                     | ―                     | 39    | 5     | 1      |
| F. C. Erzgebirge Aue · Alemania    | 2.ª           | 2016-17       | 34    | 1     | 3      | 1                | 0                | 0                | ―                     | ―                     | ―                     | 35    | 1     | 3      |
| Eintracht Brunswick · Alemania     | 2.ª           | 2017-18       | 15    | 0     | 2      | 1                | 0                | 0                | ―                     | ―                     | ―                     | 16    | 0     | 2      |
| Eintracht Brunswick · Alemania     | Total club    | Total club    | 15    | 0     | 2      | 1                | 0                | 0                | 0                     | 0                     | 0                     | 16    | 0     | 2      |
| F. C. Erzgebirge Aue · Alemania    | 2.ª           | 2018-19       | 17    | 0     | 2      | 0                | 0                | 0                | ―                     | ―                     | ―                     | 17    | 0     | 2      |
| F. C. Erzgebirge Aue · Alemania    | 2.ª           | 2020-21       | 26    | 0     | 2      | 0                | 0                | 0                | ―                     | ―                     | ―                     | 26    | 0     | 2      |
| F. C. Erzgebirge Aue · Alemania    | Total club    | Total club    | 113   | 6     | 8      | 4                | 0                | 0                | 0                     | 0                     | 0                     | 117   | 6     | 12     |
| S. S. V. Jahn Ratisbona · Alemania | 2.ª           | 2021-22       | 29    | 3     | 1      | 2                | 1                | 0                | ―                     | ―                     | ―                     | 31    | 4     | 1      |
| S. S. V. Jahn Ratisbona · Alemania | 2.ª           | 2022-23       | 22    | 0     | 0      | 1                | 0                | 0                | ―                     | ―                     | ―                     | 23    | 0     | 0      |
| S. S. V. Jahn Ratisbona · Alemania | Total club    | Total club    | 51    | 3     | 1      | 3                | 1                | 0                | 0                     | 0                     | 0                     | 54    | 4     | 1      |
| Bayern de Múnich II · Alemania     | 4.ª           | 2023-24       | 29    | 0     | 1      | ―                | ―                | ―                | ―                     | ―                     | ―                     | 29    | 0     | 1      |
| Bayern de Múnich II · Alemania     | 4.ª           | 2024-25       | 13    | 4     | 0      | ―                | ―                | ―                | ―                     | ―                     | ―                     | 13    | 4     | 0      |
| Bayern de Múnich II · Alemania     | Total club    | Total club    | 42    | 4     | 1      | 0                | 0                | 0                | 0                     | 0                     | 0                     | 42    | 4     | 1      |
| Total carrera                      | Total carrera | Total carrera | 290   | 18    | 17     | 8                | 1                | 0                | 0                     | 0                     | 0                     | 298   | 19    | 17     |